# Xenophanes
Xenophanes của Colophon (tiếng Hy Lạp: Ξενοφάνης ὁ Κολοφώνιος; 570 - 475 TCN) là một nhà triết học, thần học, nhà thơ, nhà phê bình tôn giáo và xã hội người Hy Lạp. Cuộc đời Xenophanes là cả một cuộc phiêu lưu, ông rời Ionia lúc 25 tuổi và tiếp tục cuộc hành trình khắp Hy Lạp trong 67 năm tiếp theo đó. Một vài học giả cho rằng ông sống lưu đày ở Sicily. Những hiểu biết về quan điểm của Xenophanes lấy từ những tài liệu thơ còn sót lại của ông, tồn tại dưới dạng những lời trích dẫn của những nhà văn Hy Lạp sau này. Các tác phẩm thơ iamb của ông chỉ trích và châm biếm rất nhiều ý tưởng, bao gồm Homer và Hesiod, niềm tin vào Patheon và những vị thần hình người và sự sùng bái thể thao ở Hy Lạp.

## Những nghiên cứu

### Triết học
Xenophanes diễn tả các luận điểm triết học của mình bằng thơ. Điểm nổi bật trong tư tưởng của nhà triết học này là tư tưởng vô thần.

#### Thần thánh không có ý nghĩa gì[5]
Chủ đề thần thánh là một trong những chủ đề được để ý bởi các nhà triết học của Hy Lạp cổ đại. Tuy nhiên, thái độ của họ khi tiếp cận chủ đề này là khác nhau. Trường phái Milet tỏ rõ sự dè chừng, trường phái Pythagoras lại thể hiện sự sùng bái, tôn thờ. Còn Xenophanes thì lại lựa chọn thái độ khác. Ông tiếp cận chủ đề thàn thánh với thái độ vô thần. Ông miêu tả những nhân vật này cũng giống con người chúng ta. Ông còn quan niệm rằng con người mới tạo ra thần thánh chứ không phải là điều ngược lại, con người tưởng tượng ra thần thành theo khuôn mẫu của mình, nên có bao nhiêu chủng tộc thì có bấy nhiêu kiểu thần thánh và nghi lễ tôn giáo, phong tục, lối sống. Xenophanes đã từng viết:
| “ | Thần thánh là biểu tượng của con người, vì vậy con người như thế nào thì thần thánh cũng như thế ấy, có quần áo, có ngôn ngữ , có thân thể. Người Ethiopia khẳng định rằng các vị thần của họ có mũi hếch và đen đúa như họ. Người Phrácxi lại cho rằng vị thần của họ có mắt xanh và tóc quăn giống họ... Nếu như con bò, con ngựa giống như con người, chúng có thể vẽ bằng tay, chúng biết vẽ và làm ra các tác phẩm nghệ thuật thì ngựa sẽ vẽ thần thánh của ngựa giống con ngựa, thần thánh của bò sẽ giống như bò, và chúng ta sẽ vẽ thân thể thần thánh của chúng giống hình hài của bản thần chúng. | ” |

So với các nhà triết học cùng thời, Xenophanes đã là người sớm nhìn ra vai trò của các nhân tố xã hội, văn hóa đối với tôn giáo và đặc biệt là ông đã tiếp cận được những tư tưởng nói về bản chất của tôn giáo. Ông được coi là một trong những nhà triết học khai sinh chủ nghĩa vô thần.
Từ lập trường vô thần, Xenophanes cho rằng nghệ thuật, thi ca, triết học phải mang hơi thở của cuộc sống, không nên sa vào việc ca ngợi chiến công của những nhân vật không có thật. Theo nhà vô thần này, chúng ta chưa từng thấy một vị thần nửa người nửa ngựa nào nên không cần phải tạc tượng, ca ngợi về nó.

#### Chủ nghĩa tương đối[6]
Cái đáng quan tâm đối với ông chính là trí tuệ. Không giống như những người ở quê hương, Olympic, ông xem thường cơ bắp rất nhiều. Đối với ông, "Trí tuệ sáng suốt của chúng ta tốt hơn sức mạnh của người và ngựa". Chính vì đề cao vai trò của trí tuệ, của sự thông thái nên ông phủ nhận nhận thức cảm tính. Đó chỉ là bề ngoài ên nó không giúp ta khiểu được chân lý. Tuy nhiên, ông lại cho rằng nhận thức lý tính có thẻ lừa dối chúng ta một cách ngọt ngào. "Không ai biết chính xác một điều gì cà", Xenophanes đã nói thế và ông đã rơi vào chủ nghĩa tương đối.